# Metka Kramar
Metka Kramar, slovenska psihologinja, * 13. junij, 1931, Ljubljana.

## Življenjepis
Kramarjeva je leta 1957 diplomirala iz psihologije na ljubljanski filozofski fakulteti in se nato specializirala za medicinsko psihologijo (1967). Leta 1962 se je zaposlila na Univerzitetni psihiatrični kliniki v Ljubljani. Ukvarja se s psihoterapijo otroka in mladostnika, humanizacijo bolniščnega življenja, z izobraževanjem psihoterapevtov in specializacijo kliničnih psihologov.